# Calophasia opalina
Calophasia opalina är en fjärilsart som beskrevs av Eugen Johann Christoph Esper 1798. Calophasia opalina ingår i släktet Calophasia och familjen nattflyn. Inga underarter finns listade i Catalogue of Life.